# 新界區專線小巴901線
新界區專線小巴901線是香港大嶼山離島區一條來往港珠澳大橋香港口岸和迎東邨的循環小巴路線，由冠亮發展有限公司營運，每20-30分鐘一班，收費為$9.8。本線同時成為首條服務於離島區的專線小巴路線，令全港十八區也有小巴行駛。

## 歷史
正當港珠澳大橋工程進行得如火如荼之際，運輸署於2016年發表《港珠澳大橋香港口岸的本地公共交通服務安排》，除了安排數條機場巴士繞經香港口岸外，亦建議在港珠澳大橋通車當日增闢一條專線小巴路線往返東涌站，以及兩條專營巴士路線接駁香港口岸，分別往返機場（經亞洲國際博覽館）和欣澳站。
不過有地區人士認為，運輸署原本建議往返東涌站的專線小巴，車廂沒有足夠空間存放行李，加上座位有限，未能完全應付鐵路轉乘的客量，且無法惠及東涌北的居民。經考慮各方面意見後，署方於是決定以專營巴士取代，並增闢一條專線小巴路線，為東涌北的迎東邨至赤鱲角的港珠澳大橋香港口岸提供專線小巴服務，並途經東涌北一帶私人屋苑（海堤灣畔、東堤灣畔、映灣園、昇薈及東環）、香港國際機場的航膳區以及亞洲國際博覽館，令市民亦享有更多選擇，亦和新大嶼山巴士B6線分庭抗禮，並獲命名為901。
經過一番諮詢以後，運輸署於2017年7月28日開始招標本路線的經營權，最終由冠忠巴士所投得，並於港珠澳大橋通車日（即2018年10月24日早上9時起）起正式投入運作。
2019年11月1日凌晨零時起，本線回復原價$8.4。
2020年2月8日起，受2019冠状病毒病疫情影響，香港政府壓縮跨境人流，901線由當日起暫停服務，直至2023年1月29日才重投服務，重開初期縮短服務時間為每天早上至黃昏直至另行通知，來回程繞經民航處總部，不再途經航膳東路、機場博覽館及航天城東路，並取消分段收費。

## 服務時間及班次
| 港珠澳大橋香港口岸開         | 港珠澳大橋香港口岸開 | 港珠澳大橋香港口岸開 |
| 日期                         | 服務時間             | 班次（分鐘）         |
| ---------------------------- | -------------------- | -------------------- |
| 星期一至星期六(公眾假期除外) | 06:30-19:30          | 20                   |
| 星期日及公眾假期             | 06:30-19:30          | 30                   |

## 用車
由於須根據招標條款要求，此路線使用至少七部豐田Coaster石油氣小巴行走，另車廂內加裝佔用兩個乘客座位空間的手提行李架，故該等小巴的載客量僅為17座，內籠有別於坊間同款小巴的19座配置，但該批小巴的車身則沿用19座小巴的款式。

## 途經地點
路線由港珠澳大橋香港口岸開出，途經民航處總部、國泰城、東涌北一帶（海堤灣畔、東堤灣畔、映灣園、昇薈、東環、東涌發展碼頭）後，途經國泰城及民航處總部後返回港珠澳大橋香港口岸。較為特別的是，此路線運作模式接近專利巴士，落車需要按鐘，車輛亦設有報站系統及關愛座，乘客只可在指定車站上落，中途不得隨意上落車（包括任何非禁區地點）等等。

### 行車路線
| 1                      | 大橋香港口岸         | 港珠澳大橋香港口岸公共運輸交匯處 |
| 赤鱲角路、東岸路       |                      |                                  |
| 2                      | 民航處總部           | 東輝路                           |
| 東岸路                 |                      |                                  |
| 3                      | 國泰城               | 觀景路                           |
| 4                      | 飛機燃料庫           | 觀景路                           |
| 赤鱲角南路、東涌海濱路 |                      |                                  |
| 5                      | 東涌發展碼頭         | 東涌海濱路                       |
| 6                      | 海堤灣畔             | 惠東路                           |
| 7                      | 藍天海岸             | 文東路                           |
| 8                      | 映灣園三期           | 文東路                           |
| 9                      | 映灣園二期           | 文東路                           |
| 10                     | 映灣園一期           | 文東路                           |
| 11                     | 昇薈                 | 迎東路                           |
| 12                     | 迎東邨               | 迎東邨巴士總站                   |
| 13                     | 昇薈                 | 迎東路                           |
| 14                     | 迎禧路               | 迎禧路                           |
| 東涌海濱路、赤鱲角南路 |                      |                                  |
| 15                     | 飛機燃料庫           | 觀景路                           |
| 16                     | 國泰城               | 觀景路                           |
| 東岸路                 |                      |                                  |
| 17                     | 民航處總部           | 東輝路                           |
| 東岸路、赤鱲角路       |                      |                                  |
| 18                     | 大橋香港口岸旅檢大樓 | 順暉路                           |
| 19                     | 大橋香港口岸         | 港珠澳大橋香港口岸公共運輸交匯處 |